# North Truro
North Truro ist ein Village innerhalb des Stadtgebiets von Truro im Bundesstaat Massachusetts der Vereinigten Staaten. Über die Hälfte der zugehörigen Grundfläche gehört zur Cape Cod National Seashore.
Auf dem Gelände der North Truro Air Force Station befand sich Ende der 1960er Jahre ein Raketenstartplatz. Er wurde 1969 von Mannschaften der US-Luftwaffe angelegt, weil die militärische Missile and Drone Division das MIT bei der Entwicklung von Sensoren unterstützte. Hierfür war es günstiger, einen neuen Startplatz in der Nähe des MIT zu errichten. Unter der Projektbezeichnung Have Horn wurden von hier zwischen Dezember 1969 und Anfang 1970 Höhenforschungsraketen vom Typ Nike Hydac gestartet. Nach Beendigung der Operation wurden die verwendeten Geräte wieder zur Basis der Missile and Drone Division, der Holloman Air Force Base in New Mexico, zurückgebracht.